# Bertold z Garsten
Bertold z Garsten OSB, znany także jako Błogosławiony Bertold (ur. około 1075 w okolicach Jeziora Bodeńskiego, zm. 27 lipca 1142 w Garsten) – benedyktyn, w 1107 przeor opactwa Göttweig, od 1111 pierwszy opat opactwa Garsten, święty.

## Życiorys

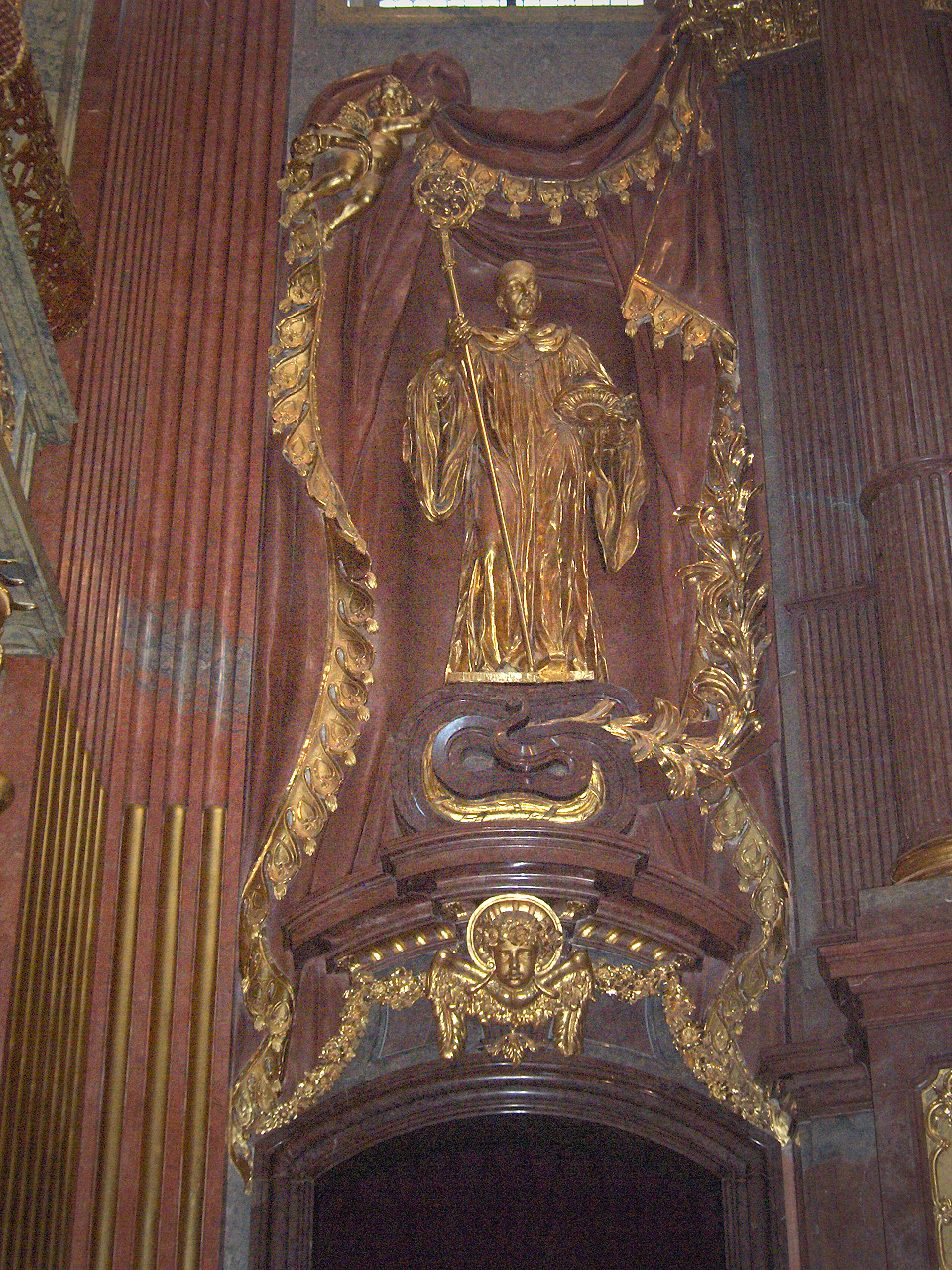
Posąg przedstawiający Bertolda z Garsten w opactwie Melk

Urodził się pod koniec XI wieku w okolicach Jeziora Bodeńskiego. Pochodził z rodziny szlacheckiej, być może z rodu rycerskiego Domvögte von Regensburg i hrabiów von Bogen lub też z hrabiów von Wirtemberg i był spokrewniony z Babenbergami i Ottokarami. Jedno źródło mówi, że był żonaty z Adelhaid von Lechsgemünd, ale jego żona zmarła gdy miał około trzydziestu lat i wtedy wstąpił do klasztoru Sankt Blasien w Schwarzwaldzie. Jednakże inne źródła mówią, że do klasztoru wstąpił w bardzo młodym wieku i nie wspominają nic o jego małżeństwie. Został bibliotekarzem, następnie przeorem Sankt Blasien i w końcu przeorem opactwa Göttweig. Podczas pobytu w klasztorze Sankt Blasien miał styczność z ideami reformy kluniackiej, której stał się gorącym orędownikiem po przeniesieniu do Garsten. Margrabia Steyr Ottokar w 1111 sprowadził benedyktynów do Steyer-Garsten i wskazał Bertolda na pierwszego opata, który zaprowadził w opactwie surową dyscyplinę i wprowadził postanowienia reformy kluniackiej, także miejsce to stało się wkrótce obiektem pielgrzymek. Pomimo trudności finansowych opactwa udało mu się zbudować hospicjum i szpital dla biednych i pielgrzymów. Bertold przestrzegał bardzo surowej reguły, nie jadł mięsa ani ryb, a większość nocy spędzał na modlitwach. Jego rady miało szukać wiele osób przybyłych do opactwa, aby słuchać jego kazań; uchodził za mądrego i skutecznego przewodnika duchowego, szczególnie w konfesjonale. Zmarł 27 lipca 1142 w Garsten, został tam pochowany w dawnej kolegiacie. Jego lokalny kult narodził się niemal natychmiast, w 1236 został zatwierdzony przez biskupa Passau. Choć jego kult był popularny w Austrii, oficjalnego stanowiska Kościoła w tej sprawie jednak nie było. Dopiero w 1951 austriaccy benedyktyni podjęli jego sprawę i uzyskali jej oficjalne rozpoznanie przez Kongregację. Oficjalne uznanie kultu przez Rzym miało miejsce 8 stycznia 1970.